# Vincent Pinel
Pour les articles homonymes, voir Pinel.
Vincent Pinel, né le 18 juillet 1937 au Havre (Seine-Maritime), et mort à Poissy (Yvelines) le 1er janvier 2024, est un animateur culturel, un cinéaste et un historien de cinéma.

## Biographie
Intéressé par le mouvement ciné-club, il crée au Havre, en 1957, avec Patrice Gélard, l'association Jeune Cinéma. En 1961, diplômé de l'Institut des hautes études cinématographiques (IDHEC), il s'oriente vers l'animation culturelle et entre à la Maison de la Culture du Havre, la première de France qu'André Malraux vient d'inaugurer. En 1969, avec Christian Zarifian, il fonde au sein de cette maison l'Unité Cinéma (programmation, animation, production de films) qu'il dirige jusqu'en 1983.
À cette date, il est nommé conservateur des films à la Cinémathèque française où il met en place l'inventaire des collections et dirige la restauration des films jusqu'en 1991. Il est l'auteur de nombreux ouvrages techniques et historiques sur le cinéma. Avec Jean-Pierre Jeancolas et Jean Antoine Gili , il crée en 1984 l'Association française de recherche sur l'histoire du cinéma (AFRHC) qui édite la revue 1895.
Il est chevalier dans l'ordre des Arts et des Lettres.

## Filmographie

### Comme réalisateur
- 1957 : Le Château sous la pluie (11 minutes)[3].
- 1958 : 7 heures précises… (8 minutes).
- 1965 : La Fusée (18 minutes).
- 1969 : L'Entrée d'un navire dans le port du Havre (coréalisé avec Christian Zarifian, 20 minutes).
- 1971 : Encore un carreau ce cassé (dessin animé, 5 minutes). Sélectionné Annecy 1971 et Avignon 1971.
- 1978 : Vues d'ici (coréalisé avec Christian Zarifian, 90 minutes). Sélectionné au Festival de Paris 1978 et de Cannes 1978[4].

### Comme chef-monteur
- 1975 : Histoire de Paul (René Féret, 80 minutes). Prix Jean-Vigo 1974.
- 1977 : La Communion solennelle (René Féret, 106 minutes). Sélection officielle du Festival de Cannes 1977[5].
- 1981 : Dernier Été (Robert Guédiguian et Frank Le Wita, 85 minutes). Prix Sadoul 1981.

### Comme restaurateur de films
- 1985 : reconstitution de La Passion de Jeanne d'Arc (Carl-Th. Dreyer, 1928, 2 210 mètres)[6].

## Ouvrages
- Le Réalisateur face à son interprète, trois conceptions de l'interprétation, IDHEC, 1963.
- Introduction au ciné-club, Les Éditions ouvrières, 1964.
- Louis Lumière, Anthologie du cinéma, 1974. Traduction italienne.
- Techniques du cinéma, « Que sais-je ? », PUF, 1981. Traduction italienne[7].
- Filmographie des longs métrages sonores du cinéma français, Cinémathèque française, 1985.
- Chronologie commentée de l'invention du cinéma, AFRHC, 1992.
- Le Siècle du cinéma, Bordas puis Larousse, 1994. Prix Simone-Genevois 1994[8].
- Louis Lumière, inventeur et cinéaste, Nathan, 1994.
- Les Métiers du cinéma, Milan, 1996.
- Vocabulaire technique du cinéma, Nathan, 1996.
- Genres et mouvements au cinéma, Larousse, 2000. Traductions grecque et espagnole.
- Le Montage, l'espace et le temps du film, Cahiers du cinéma, 2001. Traductions italienne, espagnole et grecque.
- Cinéma français, Cahiers du cinéma, 2006.
- Dictionnaire technique du cinéma, Armand Colin, 2008.
- Le Cinéma muet, Larousse, 2010.

## Expositions
- Ça bouge !, les débuts de l'image animée, Unité Cinéma de la MCH, 1978.
- Jean Renoir, en collaboration avec Max Gaillard, Unité Cinéma de la MCH, CAC Jean-Renoir de Dieppe, 1982.
- 100 ans de cinéma, le siècle de Lumière, Délégation aux Célébrations Nationales, 1995.